# Laguna de Venecia
La laguna de Venecia (del italiano: laguna di Venezia o laguna Veneta) es una laguna costera salada localizada en el norte del mar Adriático. La ciudad de Venecia está en el interior de la laguna, a 4 km de tierra firme y a 2 km del mar abierto, construida sobre 118 pequeñas islas separadas por 160 canales y unidas por más de 400 puentes.
En 1987, Venecia y su laguna fue declarada Patrimonio de la Humanidad por la Unesco.

## Geografía

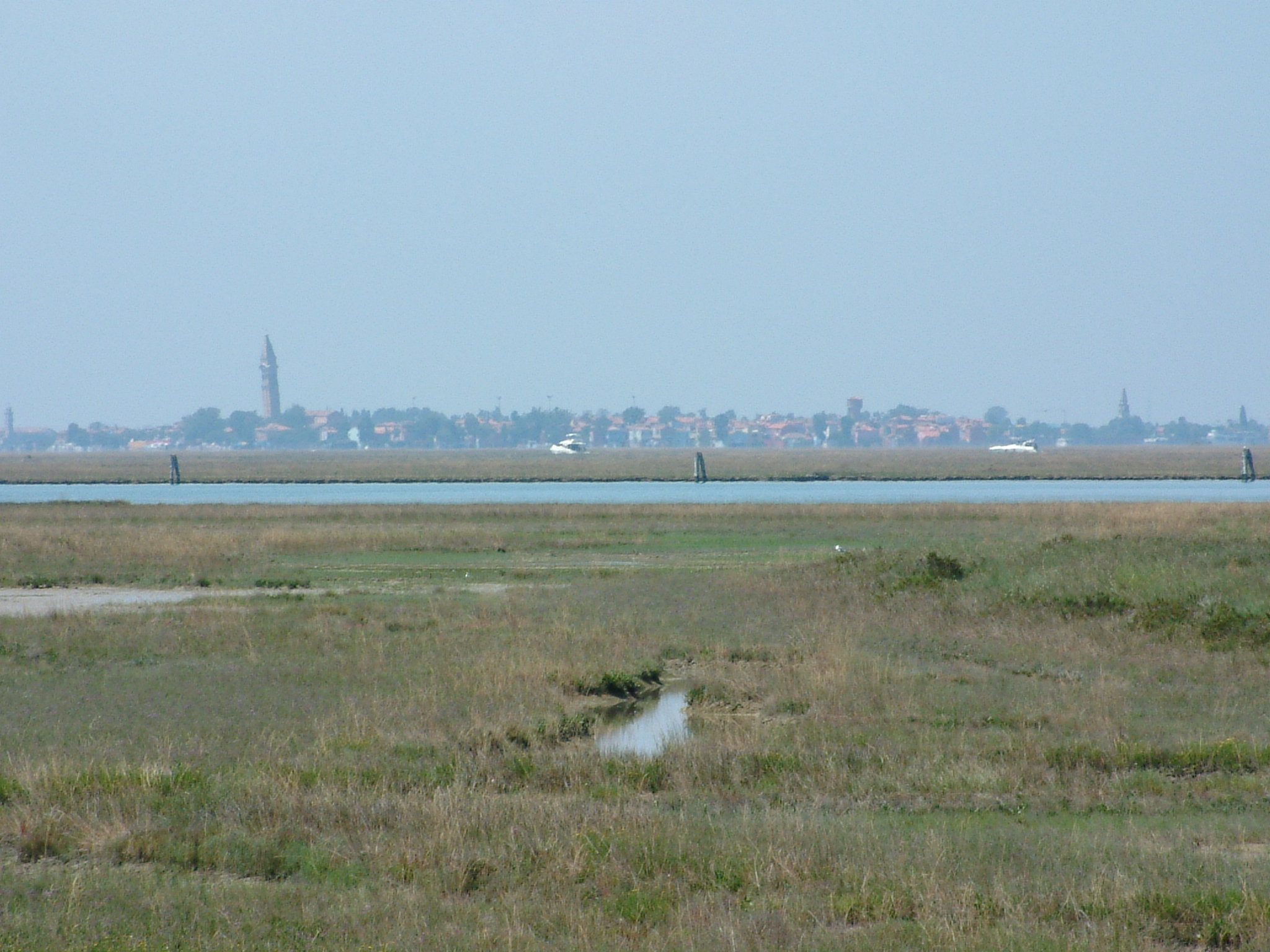
Panorama de la laguna.

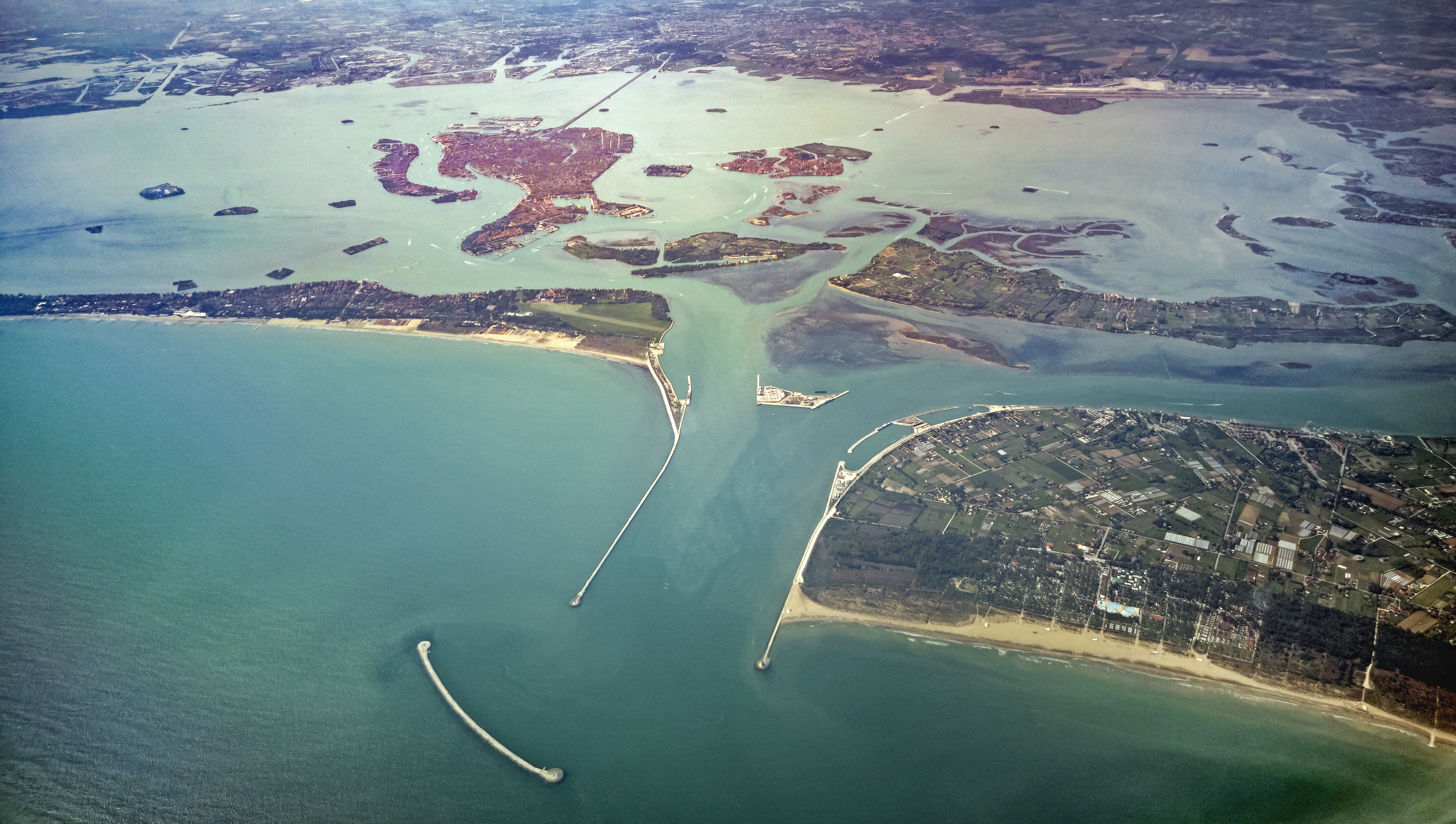
Venecia y el Puerto de Lido vistos desde el aire.

Se trata de una masa de agua salobre inscrita en unas dimensiones aproximadas de 50 km de longitud por unos 15 de anchura. La profundidad media de la laguna es bastante escasa y en la mayoría de las zonas no sobrepasa los 2 metros de profundidad. La superficie de la laguna es de aproximadamente 550 km², de los cuales el 8 % está ocupada por tierra —Venecia misma y otras pequeñas islas—. Aproximadamente el 11 % de la superficie de la laguna está ocupado permanentemente por agua, o por canales dragados. El 89 % restante son llanuras de fango y pantanos de agua salada. 
Está conectada al mar Adriático por tres bocas: Lido, Malamocco y Chioggia (se pronuncia Quiot-ya). Estando localizada en un extremo cerrado del mar, la laguna está sujeta a grandes variaciones del nivel del agua, producida por las mareas y por los vientos, la más vistosa de las cuales es la marea de otoño-primavera, conocida como acqua alta, la que inunda regularmente gran parte de Venecia. 
La laguna, originalmente, sirvió como protección a las poblaciones romanas en fuga de los invasores bárbaros en el siglo VI, y propició el crecimiento de la República de Venecia y de su imperio marítimo. Aún hoy da una base para un puerto marítimo, el Arsenal de Venecia y para actividades pesqueras, además de una reserva limitada de caza y para actividades de piscicultura.
Originalmente muchas de las 130 islas de la laguna eran pantanosas, pero gradualmente han sido drenadas y rellenadas para volverlas habitables. Muchas de las islas menores son enteramente artificiales, mientras que algunas áreas alrededor del puerto de Mestre son islas saneadas. Una parte importante de las islas restantes son en la práctica dunas, incluyendo las de la franja limítrofe con el mar (Lido, Pellestrina y Treporti). Al noreste se encuentra la Laguna de Grado, considerada su gemela.

## La protección de Venecia y de la laguna de Venecia
Después de los dramáticos aluviones de 1966, el salvamento de Venecia y de la laguna se han transformado en una prioridad nacional y regional.
Los objetivos fijados por el programa de salvamento de Venecia y su laguna son:
- Protección ambiental: Recuperación de costas degradadas, mejoramiento de la calidad del agua y de los sedimentos, protección y reconstrucción del hábitat característico de zonas costeras;
- Defensa contra las "aguas altas": El Sistema MOSE, obras móviles en las entradas a los puertos, elevación de márgenes y pavimentación;
- Defensa contra el embate de las olas, reconstrucción de playas y dunas;
- Control y gestión del ambiente en toda la laguna, monitoreo de las principales variables y banco de datos.

## El Sistema MOSE

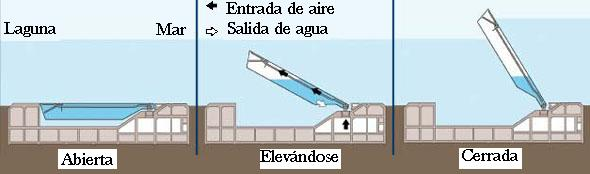
Esquema del funcionamiento de las compuertas del Sistema MOSE.

El Sistema MOSE es la principal de las intervenciones destinadas a salvaguardar la integridad de toda la Laguna de Venecia y de la ciudad de Venecia en particular, limitando la elevación del nivel del mar Adriático.
El Sistema MOSE está en fase de construcción, se inició en el 2004 y se estima su finalización en el 2013, aunque hoy en día aún está en construcción. Estará compuesto de 78 grandes compuertas tipo basculante. Durante las mareas bajas las compuertas permanecen abiertas, apoyadas en un receptáculo situado en el fondo, permitiendo de esta forma el movimiento natural del agua, entre la laguna y el mar, con un mínimo de interferencia. Cuando se tenga una previsión de marea mayor que 1.10 m sobre el nivel medio del mar, se inyecta aire al interior de la compuerta, el aire expulsa el agua que había en su interior y así la compuerta, siendo más liviana se elevan hasta alcanzar una inclinación de 45 grados, bloqueando de esta forma la entrada de agua proveniente desde el mar Adriático al interior de la laguna. Con este sistema se puede alcanzar un desnivel de hasta 2 m entre el mar y la laguna. Al terminar la marea, (la duración media de los eventos más críticos ha sido de 4 horas y media), las compuertas se llenan nuevamente de agua lo que las hace descender hasta apoyarse en sus receptáculos en el fondo.
Las estructuras de hormigón que alojan las mismas cuando éstas están abiertas consisten en cajones de hormigón de 60 m de longitud, y con un ancho que puede variar de 35 a 47 m, y una altura del orden de 10 m. Estos elementos son fabricados en los canteros y una vez terminados son remolcados hasta el lugar donde serán hundidos a profundidades que varían entre 15 y 20 m.